# Hans Conrad Stadler

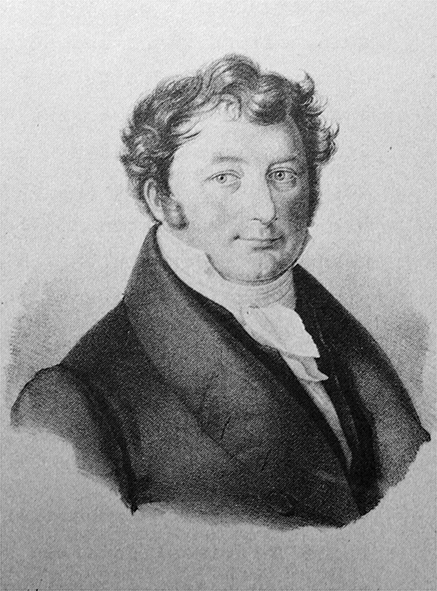
Lithographie von H. C. Stadler

Hans Conrad Stadler (* 13. Februar 1788 in Zürich; † 13. Januar 1846 in Zürich) war ein Schweizer Architekt des Klassizismus. Ein Neffe war Ferdinand Stadler.

## Leben und Werk
Stadler wurde als zweitältester Sohn des kantonalen Holzwerkmeisters Hans Conrad Stadler (1752–1819) geboren. Während sein älterer Bruder Hans Kaspar Zimmermeister werden und das väterliche Geschäft übernehmen sollte, musste Hans Conrad gegen seinen Willen eine Maurerlehre absolvieren. Nach Ende der Lehrzeit studierte er an Friedrich Weinbrenners Bauschule in Karlsruhe (da es in der Schweiz weder Bauschulen noch Polytechnika gab, waren Auslandsstudien üblich) und erwarb 1807 Berufserfahrung bei Vaucher in Genf und 1808–1811 bei Fontaine in Paris. Nach seiner Rückkehr erhielt er den Auftrag für zwei Bauten des Kantons, einer Planung für das 1804 niedergebrannte Schloss Wädenswil und der Planung eines Ersatzneubaus für die baufällige Kirche in Albisrieden. Beide streng klassizistischen Bauten wurden 1819 fertiggestellt. Stadler arbeitete als Baumeister eng mit dem befreundeten Industriellen und Architekten Hans Caspar Escher zusammen – nach Eschers Plänen baute Stadler dann auch 1824 die Hauptwache auf der Rathausbrücke in Zürich. Gleichzeitig baute er einen der Schlüsselbauten des frühen Bäderbaus, das hufeisenförmige Kurhaus in Bad Schinznach.
Stadlers Hauptwerk ist der Posthof an der damals neuen Poststrasse (heute Bahnhofstrasse) in Zürich. Von diesem ist heute nur noch ein Teil originalgetreu erhalten, etwa die Fassade mit den Säulen vor dem Geschäft Optiker Zwicker. Ferdinand Stadler arbeitete als Zimmermann am Bau mit.
Sein Neffe war der Landschaftsmaler Johann Jakob Stadler.

### Bauwerke

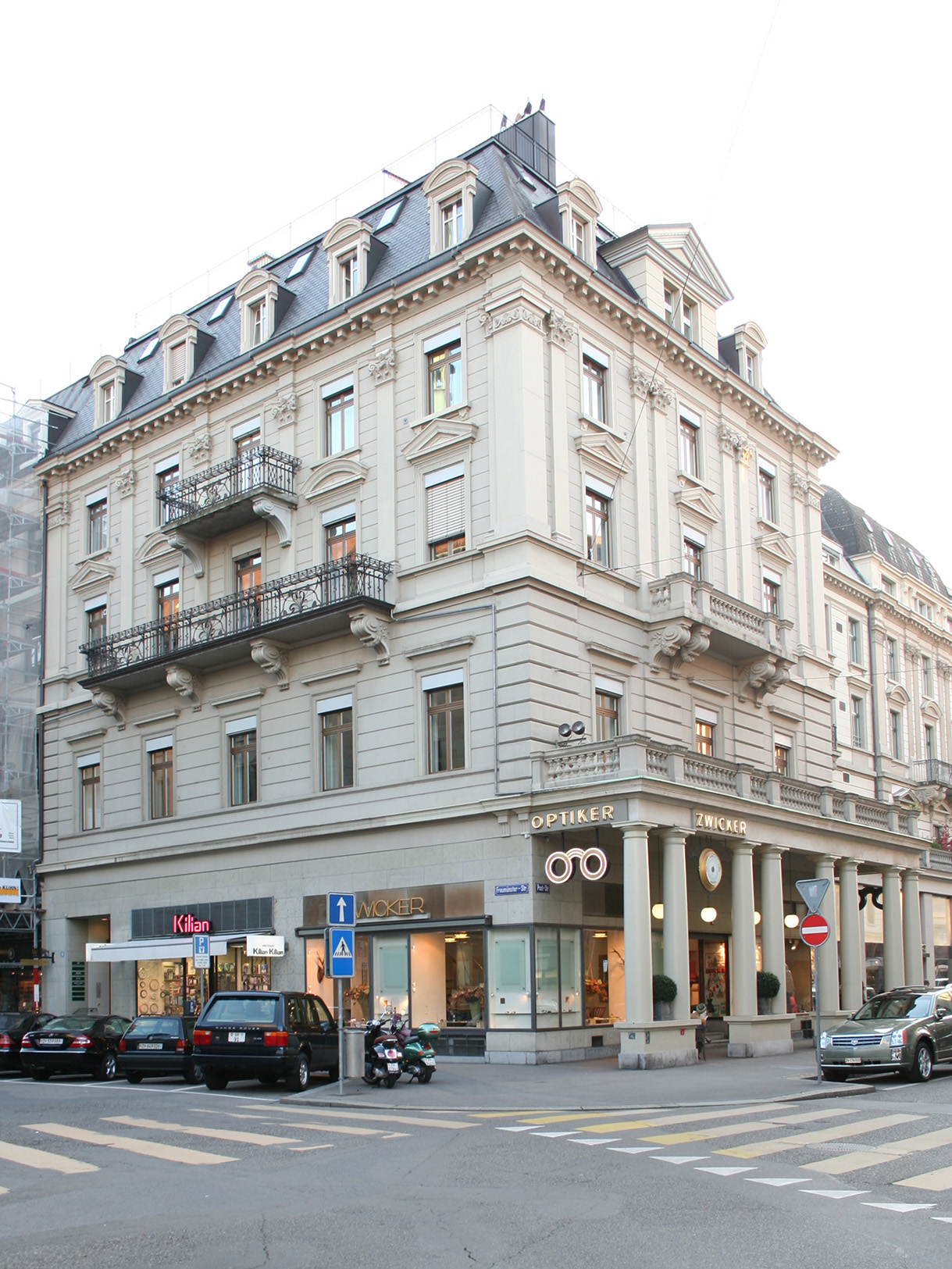
Zürcher Posthof in der Ecke Poststrasse, Frauenmünsterstrasse

- Alte Reformierte Kirche, Albisrieden, 1816–18
- Katholische Kirche, Galgenen, 1822–26
- Haus Karrer, St. Gallen, 1823–26
- Kurhaus, Bad Schinznach, 1824–27
- Haus Sihlgarten, Talacker 39, Zürich, 1826–1829 erbaut für den Seidenindustriellen Daniel Bodmer-Escher (Kosten 100.000.- Gulden), 1947 abgerissen
- Haus zum Kronentor, Seilergraben 1, Zürich, 1828–33 für den Industriellen Martin Escher, leicht verändert erhalten
- Zunfthaus zum roten Adler, Kirchgasse 42, Zürich, 1830–31, (bestand schon vorher, Umbau?)
- Villa Schönbühl, Kreuzbühlstrasse 36 (1838)
- Posthof, Postgebäude an der Poststrasse, Zürich, 1836–42
- Katholisches Schulhaus, St. Gallen 1839–41 (mit Felix Wilhelm Kubly)
- Wohnhaus der Familie Fischer in Baden
- Wohnhaus der Familie Orelli im Talacker, Zürich
- Wohnhaus im Kratz, Zürich

### Pläne und historische Ansichten (Galerie)

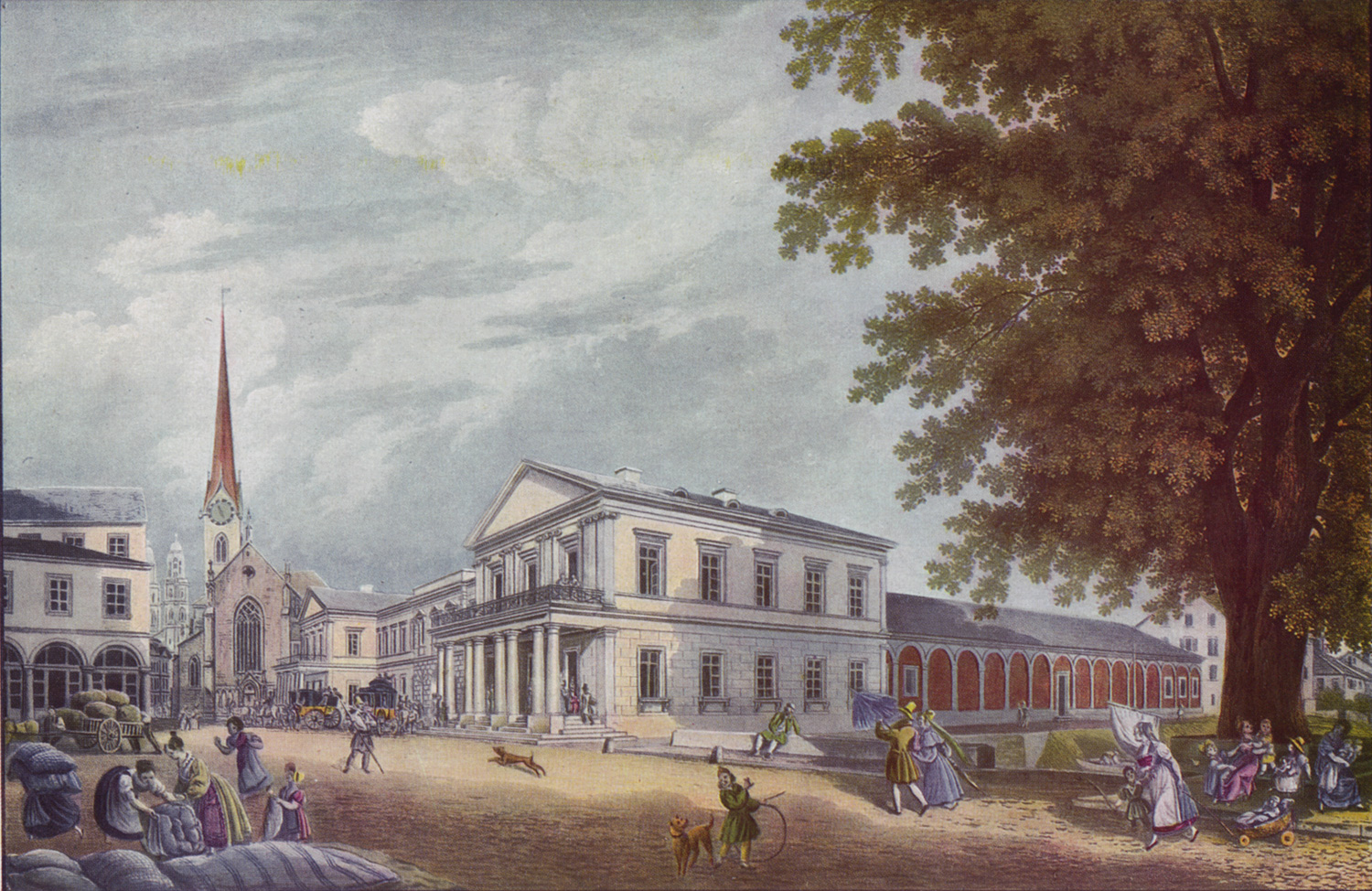
Ansicht des Posthofs am Paradeplatz im 19. Jahrhundert
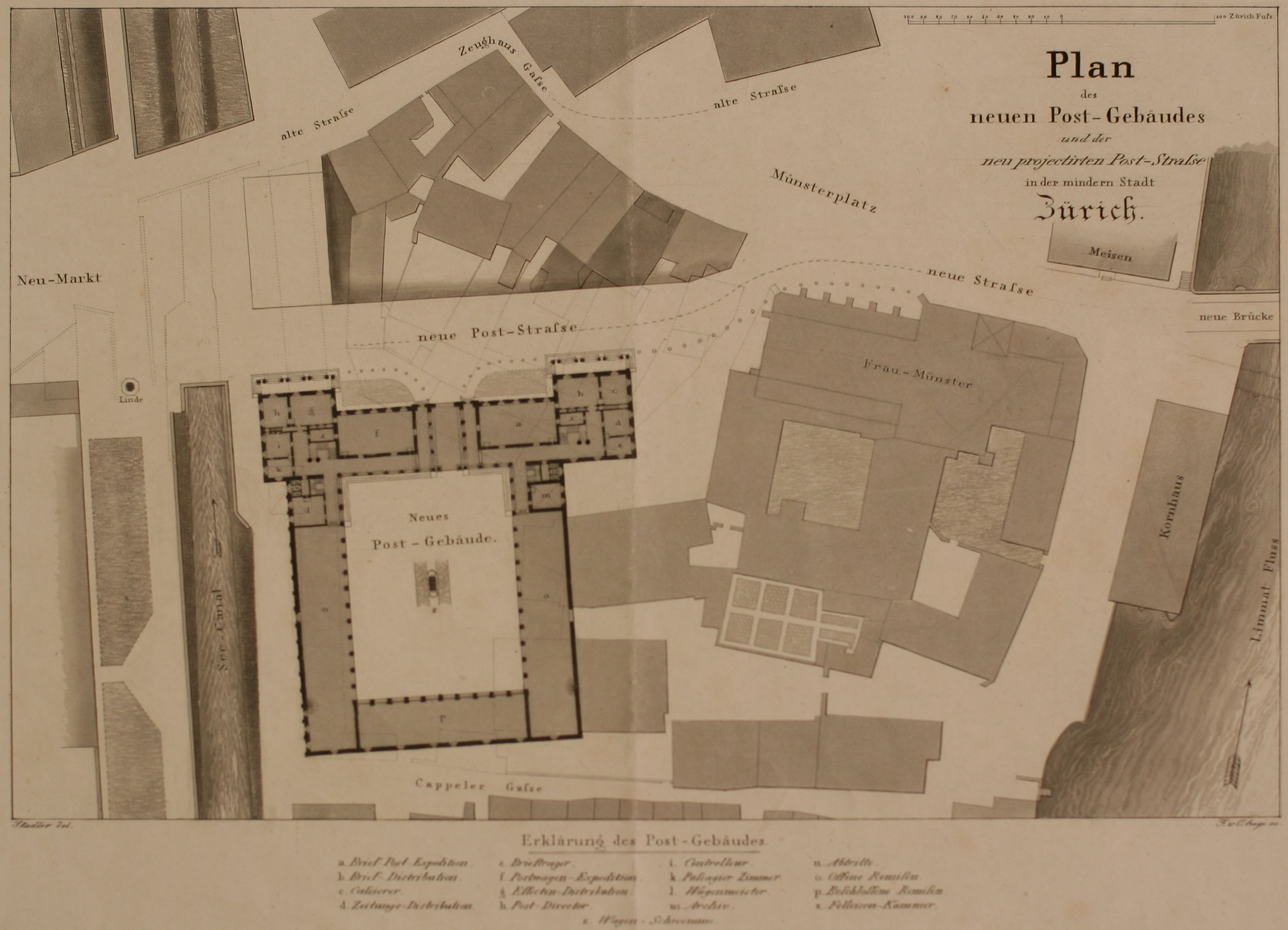
Plan des Postgebäudes
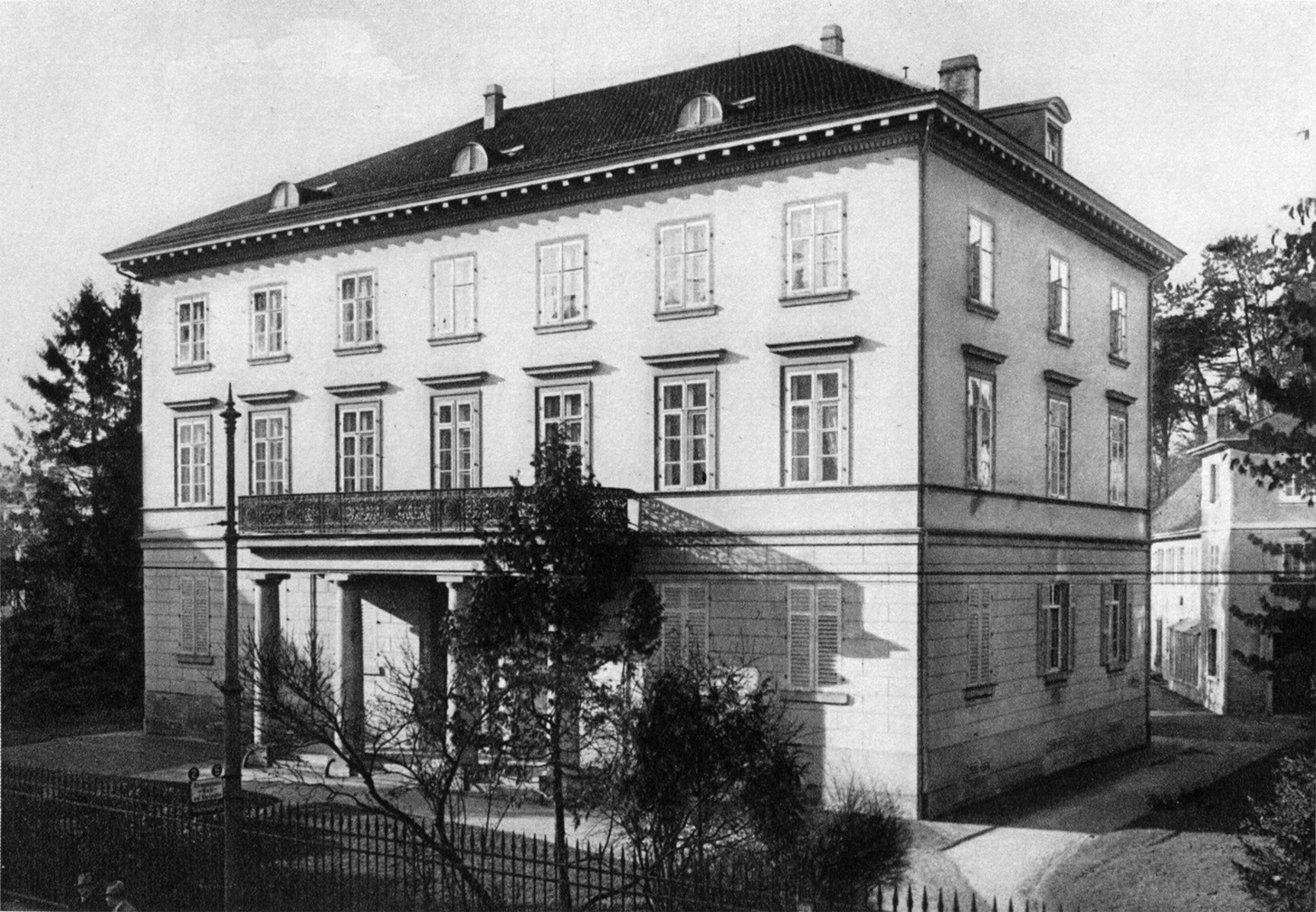
Haus Sihlgarten (1826 bis 1829 erbaut, 1947 abgerissen)

## Belege
1. ↑  Paul Bissegger: Die Kirche Zürich-Albisrieden von 1818. Ein Werk von Hans Conrad Stadler baudenkmaeler.ch, Otelfingen 2012 Online
2. ↑  Edgard Haider: Verlorene Pracht. Geschichten von zerstörten Bauten. Gerstenberg Verlag, Hildesheim 2006, S. 44f.

| Personendaten    | Personendaten        |
| ---------------- | -------------------- |
| NAME             | Stadler, Hans Conrad |
| ALTERNATIVNAMEN  | Stadler, Hans Konrad |
| KURZBESCHREIBUNG | Schweizer Architekt  |
| GEBURTSDATUM     | 13. Februar 1788     |
| GEBURTSORT       | Zürich               |
| STERBEDATUM      | 13. Januar 1846      |
| STERBEORT        | Zürich               |